# 扎博羅利 (羅夫諾州)
50°41′51″N 26°20′48″E / 50.69750°N 26.34667°E

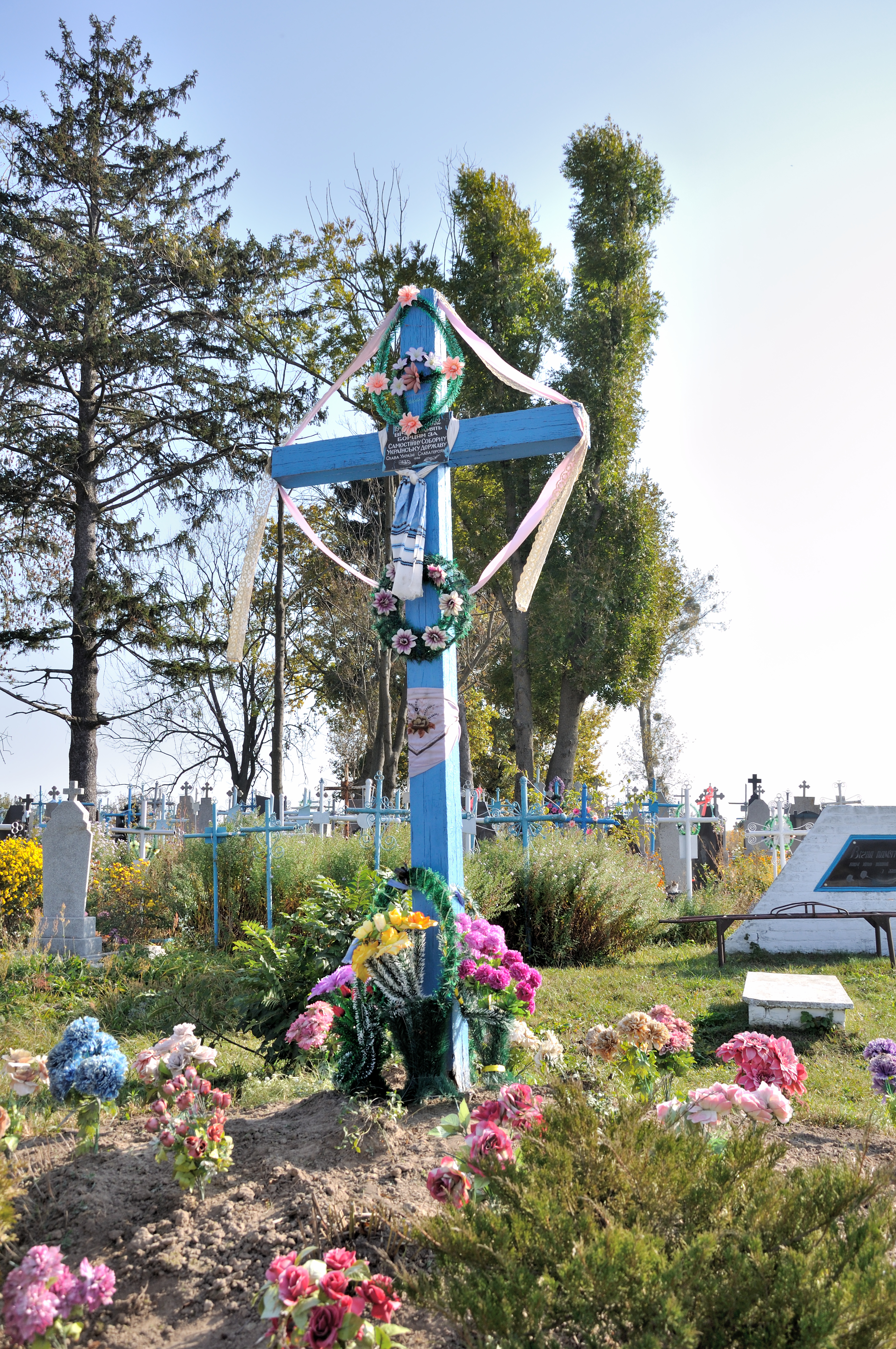
烈士墓

扎博羅利（羅馬化：Zaborol）是烏克蘭西北部里夫内州里夫内区亞歷山德里亞市鎮的村落。處於庫斯京卡河畔，始建於1489年，面積2.52平方公里，海拔高度192米，2001年人口1,340。